# Вежарий
Вежари́й (с ингуш. братья) — село в Малгобекском районе Республики Ингушетия.
Образует муниципальное образование сельское поселение Вежарий как единственный населённый пункт в его составе.

## География
Село является крайней северной населённой точкой Ингушетии. Оно расположено у подножья северного склона Терского хребта, в 12 км к северу от районного центра города Малгобек и в 30 км к юго-западу от города Моздок (расстояния по дороге). Земли сельского поселения граничат на севере, западе и на востоке с Моздокским районом Республики Северная Осетия — Алания, на юге с территорией городского округа Малгобек (район бывшего села Старый Малгобек).
К югу от села находится Терский хребет (юго-западнее расположена вершина Жигзакож высотой 560,7 м над уровнем моря). Севернее села, на территории Северной Осетии, проходит Надтеречный оросительный канал.

## История
Датой образования села считается 16 мая 1984 года. Базой для образования села послужил совхоз «Луч».
30 мая 1984 года Указом Президиума Верховного Совета РСФСР населённый пункт центральной усадьбы винсовхоза «Луч» был переименован в посёлок Вежарий.
В течение некоторого времени, с рубежа 1989—1990 годов, применялось название Вежарий-Юрт. По состоянию на 1 января 1990 года наличное население села Вежарий-Юрт уже составляло 781 человека.
В 2020 году было налажено дорожное сообщение между районным центром — городом Малгобеком и селом Вежарий, была проложена асфальтированная дорога протяжённостью 12 км, также в село проложен высокоскоростной интернет и открыт Дом культуры.

## Население
| 2006  | 2007  | 2008  | 2009  | 2010 | 2011 | 2012  |
| ----- | ----- | ----- | ----- | ---- | ---- | ----- |
| 1123  | ↗1135 | ↗1148 | ↗1167 | ↘834 | ↗836 | ↗881  |
| 2013  | 2014  | 2015  | 2016  | 2017 | 2018 | 2019  |
| ↗891  | ↗899  | ↗929  | ↗952  | ↗958 | ↗981 | ↗1007 |
| 2020  | 2021  | 2023  | 2024  | 2025 |      |       |
| ↗1012 | ↘722  | ↗746  | ↗750  | ↗757 |      |       |

Национальный состав
По данным Всероссийской переписи населения 2010 года:
| № | Национальность | Численность, чел. | Доля    |
| - | -------------- | ----------------- | ------- |
| 1 | ингуши         | 402               | 48,20 % |
| 2 | чеченцы        | 371               | 44,48 % |
| 3 | кумыки         | 57                | 6,83 %  |
| 4 | русские        | 4                 | 0,48 %  |
| 5 | всего          | 834               | 100,0 % |